# 하칸 윈살
하칸 윈살(튀르키예어: Hakan Ünsal, 1973년 5월 14일 ~ )은 튀르키예의 전직 프로 축구 선수로, 포지션은 레프트 윙백이었다. 튀르키예 국가대표팀으로 2002년 FIFA 월드컵에서 3위를 차지하였다.

## 구단 경력
윈살은 강력한 왼발 슛과 정확한 패스, 그리고 야망으로 많은 사람들에게 기억되는 선수이다. 그는 1993–94년 시즌에 카라뷔크스포르에서 이적한 이후 대부분의 커리어를 갈라타사라이에서 보냈다. 1999-2000년 UEFA컵 우승 멤버로 활약한 뒤, 2002년 1월, 잉글랜드 프리미어리그의 블랙번 로버스로 이적했다. 블랙번은 윈살이 2002년 리그컵 결승전에 출전하길 기대했지만, 노동 허가 문제로 데뷔가 지연되며 결승전에 출전하지 못했고, 팀의 우승 장면도 함께하지 못했다. 이후 그는 빠르게 갈라타사라이로 복귀하여 2002–03년 시즌부터 다시 팀의 유니폼을 입었다. 2004–05년 시즌을 끝으로 갈라타사라이를 떠난 후에는 차이쿠르 리제스포르에서 짧게 활약한 뒤 은퇴했다.

## 국가대표팀 경력
그는 튀르키예 국가대표팀에서도 활약했으며, 2002년 FIFA 월드컵에 참가해 팀의 3위 입상에 기여하며 메달을 받았다.
그는 월드컵에서 브라질과 튀르키예가 맞붙었을 때의 사건으로도 가장 잘 알려져 있다. 브라질이 2–1로 앞서고 있던 상황에서 히바우두가 코너킥을 차기 위해 준비하고 있었고, 윈살은 히바우두가 시간을 끌고 있다고 생각해 공을 그에게 찼다. 공은 히바우두의 다리에 맞았지만, 히바우두는 얼굴을 감싸며 과장되게 쓰러졌고, 그 결과 윈살은 퇴장을 당했다. 이후 브라질은 경기를 승리로 이끌었다. 히바우두는 벌금을 부과받았지만, 그 징계는 너무 관대하다는 비판을 받았다.